# ملنباخ-گلاسباخ
ملنباخ-گلاسباخ (به آلمانی: Mellenbach-Glasbach) یک شهر در آلمان است که در زارفلد-رودلشتات واقع شده‌است. ملنباخ-گلاسباخ ۱٬۱۴۷ نفر جمعیت دارد.